# Breakthru
«Breakthru» (укр. «Прорив») — пісня та сингл британського рок-гурту «Queen». Її написали Фредді Мерк'юрі та Роджер Тейлор, але приписують до спільної творчості «Queen». Пісня вийшла у червні 1989 року, увійшовши до альбому «The Miracle». Сингл досяг 7-ї позиції в чарті Великої Британії і досяг максимальної шостої позиції в Нідерландах та Ірландії, але не зміг потрапити до чартів у США. Пісня примітна своїм відео, де гурт виконує її на відкритій платформі швидкохідного паровоза.

## Про пісню
Альбомна версія пісні починається з 30 секунд повільної вокальної гармонії. Очевидно, що гармонію написав Фредді Мерк'юрі для іншої пісні, яка ніколи не виходила під назвою «A New Life Is Born» («Нове життя народжується»). Потім йде різкий перехід на швидкий рок, ця частина написана Роджером Тейлором. Інші версії пісні були створені шляхом розширення або скорочення вступу. В інтерв'ю для передачі «Queen for a Hour», що відбулося 1989 року, Фредді Мерк'юрі заявив, що це чудовий приклад того, як два окремі шматки збираються разом, щоб створити фінальний трек. Він прокоментував те, що гурт мав близько 30 робочих треків, з яких завершено було лише кілька, працюючи потрохи над усіма з них.

## Відеокліп
Відеокліп до пісні зняли протягом двох днів на історичній залізниці Nene Valley, неподалік від Пітерборо в Кембриджширі, Англія. Члени гурту згадували в інтерв'ю, що, попри спекотну літню погоду, захід приніс приємне освіження в їхній студійній роботі. Це також допомогло підняти дух гітаристу Браяну Мею, оскільки він переживав напад депресії через розрив його першого шлюбу і погіршення стану здоров'я Фредді Мерк'юрі через СНІД.
Паровоз № 3822 і відкриту платформу залізниці Nene Valley в Кембриджширі «Queen» орендували і перефарбували для відео. Зокрема, гурт назвав поїзд «Диво-експрес» («The Miracle Express»), ця назва була написана великими червоними літерами по боках локомотива. Ідею використання поїзда у відео запропонував Роджер Тейлор і вона була натхненна ритмом швидкої частини пісні. Під час вступу — слова «нове життя народжується» («а new life is born«) — у відео представлена дівчина Тейлора, Деббі Ленг, із чорною маскою, намальованою навколо її очей, де вона пробуджується і встає з рейок. Початок швидкої частини пісні збігається зі сценою поїзда, що пробиває стіну з полістиролу, пофарбовану в цегляну стіну, стіна була побудована в тунелі під аркою кам'яного моста. Гурт був невдоволений цією частиною, тому що полістирол не витримував величезного збільшення тиску повітря в тунелі від поїзда, що в'їжджає, стіна почала ламатися до зіткнення з потягом. Інша частина кліпу переважно показує поїзд, що рухається з прикріпленою до нього відкритою платформою, на якій гурт виконує пісню. Мей, Дікон і Тейлор грають на гітарах і барабанах, а Мерк'юрі рухається навколо всієї платформи зі своєю фірмовою бездротовою підставкою для мікрофона під час співу. Деббі Ленг з'являється в деяких сценах на платформі і далі в кліпі. Повідомлялося, що поїзд їхав зі швидкістю від 30 до 60 миль на годину (проміжні значення згадувалися в інтерв'ю), тому, гурт застрахував себе на 2 мільйони фунтів від тілесних ушкоджень. Кліп коштував 300 000 фунтів стерлінгів (£ 719 189,40 в сьогоднішніх грошах).